# Melach
Die Melach ist ein rechter Nebenfluss des Inns im Sellraintal in Tirol mit einer Länge von ca. 23 km.

## Verlauf
Die Melach entsteht aus dem Zusammenfluss mehrerer Quellbäche nördlich unterhalb des Lüsener Ferners in dem zur Gemeinde St. Sigmund im Sellrain gehörenden Lüsenstal in den Stubaier Alpen. Sie fließt zunächst Richtung Norden durch das Lüsenstal. In Gries im Sellrain vereinigt sie sich mit dem aus dem westlichen Sellraintal kommenden Zirmbach und wendet sich Richtung Nordosten. Sie durchfließt das Sellraintal und nimmt in Sellrain den Fotscher Bach auf. Am Talausgang bei Kematen hat sie sich in eine tiefe Schlucht eingeschnitten, bevor sie ins Inntal austritt, wo sie einen Schwemmkegel aufgeschüttet und den Inn nach Norden an den Fuß der Martinswand abgedrängt hat. Zwischen Unterperfuss und Kematen in Tirol mündet sie in den Inn. Diese Einmündung stellt die offizielle Trennlinie zwischen Oberinntal und Unterinntal dar.

## Einzugsgebiet und Wasserführung
Das natürliche Einzugsgebiet der Melach beträgt rund 245 km², davon sind 5,1 km² (2 %) vergletschert. Der höchste Punkt im Einzugsgebiet ist der Hintere Brunnenkogel mit 3325 m ü. A.
Mehrere Zuflüsse der Melach werden in den Speicher Längental des Kraftwerks Sellrain-Silz abgeleitet, wodurch sich das wirksame Einzugsgebiet um 60 km² reduziert.
Der mittlere Abfluss am Pegel In der Au beträgt 4,08 m³/s, was einer Abflussspende von 28,3 l/s·km² entspricht. Die Melach weist ein Abflussregime auf, wie es für einen Gebirgsbach ohne nennenswerten Gletschereinfluss typisch ist. Der mittlere Abfluss ist im wasserreichsten Monat Juni (8,06 m³/s) rund fünf Mal höher als im wasserärmsten Monat Februar (1,57 m³/s). Heftige Regenfälle und starke Schneeschmelze führten regelmäßig dazu, dass die Melach insbesondere im Unterlauf über die Ufer trat. Bereits um das Jahr 1280 werden Uferschutzbauten zum Schutz der Felder und Wiesen um Kematen erwähnt. Juni 1965 zu einer großflächigen Überschwemmung der Felder im Inntal und der Unterspülung des Bahndamms der Arlbergbahn, die zwei Wochen unterbrochen war. Zuletzt kam es im Jahr 2015 zu einer folgenschweren Überschwemmung durch die Melach. Es wurden mehrere Wohnhäuser sowie die Straßen geflutet beziehungsweise zerstört. Es wurden Schutzanlagen und Wehrbauten für mehrere Millionen Euro errichtet.

## Umwelt
Die Quellbäche und der Oberlauf der Melach im hinteren Lüsenstal liegen im Ruhegebiet Stubaier Alpen, dort ist ihr Verlauf weitgehend naturbelassen, ab der Juifenau oberhalb von Gries sind die Ufer der Melach fast durchgehend verbaut.
Die Melach weist im gesamten Verlauf Gewässergüteklasse I-II auf.

## Nutzung
Am Unterlauf betreibt die Gemeinde Kematen 2 Laufkleinwasserkraftwerke mit zusammen etwa 2 MW Leistung, direkt oberhalb entsteht bis 2023 ein Gemeinschaftskraftwerk der Gemeinden Sellrain, Gries, Grinzens, Oberperfuß und Unterperfuß mit 12 MW Leistung. Am oberhalb zulaufenden Fotscherbach errichtet Sellrain zusätzlich eine weitere Anlage mit 1 MW Leistung. Am Sendersbach an den Ferdinands Wasserfällen läuft die dritte Anlage der Gemeinde Kematen bereits seit 1904.

## Name
Der Name der Melach, früher auch als Melchbach, Melch oder Malch bezeichnet, wird auf das Wort „Milch“ zurückgeführt, in Anspielung auf das milchig-weiße Wasser (Gletschermilch).
Im Gegensatz dazu wird der Name auch mit der Wurzel mel „düster“ (verwandt mit griechisch μέλας) in Verbindung gebracht.